# Yashmakia
Yashmakia is een geslacht van vlinders van de familie spanners (Geometridae), uit de onderfamilie Ennominae.

## Soorten
- Y. loxozyga Prout
- Y. vanbraeckeli Debauche, 1941
- Y. veneris Warren, 1901